# Burnin’ Down the House: Live at the House of Blues

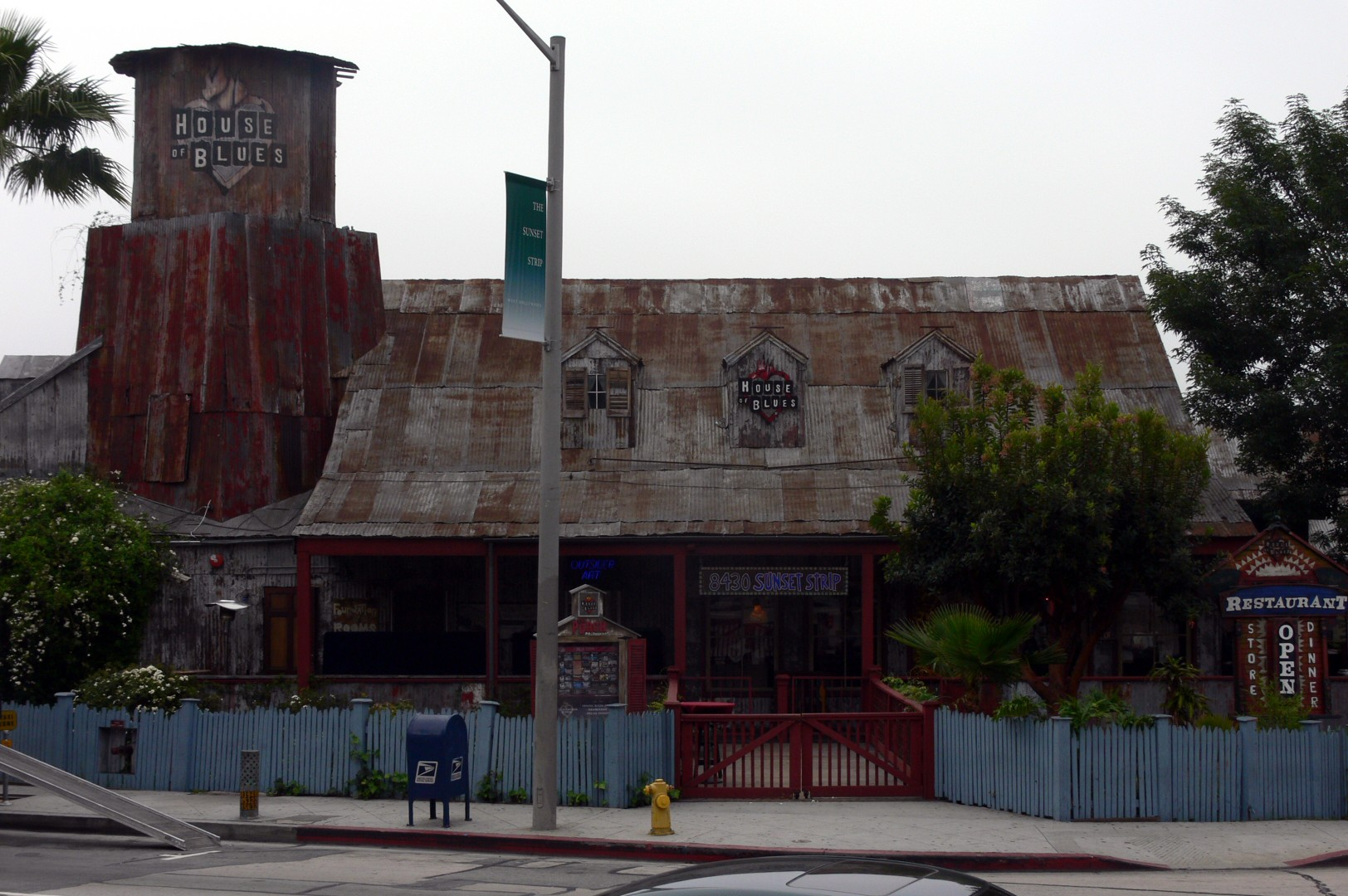
House of Blues, Hollywood, Kalifornien

Burnin' Down the House: Live at the House of Blues ist ein Livealbum von Etta James, das 2002 auf Private Music veröffentlicht wurde.

## Allgemeines
Das Album wurde im House of Blues, Hollywood, Kalifornien am 9. Dezember 2001 aufgenommen. Zum größten Teil gehören die Aufnahmen zum Genre Soul, (zwei Hits aus den 1970ern von Al Green, ihre eigenen Hits At Last und I'd Rather Go Blind), doch auch der städtische Blues ist vertreten, so mit einem Medley, dessen Zusammenstellung ungewöhnlich ist. I Just Want to Make Love to You, eine Nummer die von Willie Dixon für Muddy Waters geschrieben wurde, wird mit dem Rocksong Born to Be Wild von Steppenwolf zusammengespannt. Auch B. B. Kings Rock Me Baby wird von ihr interpretiert. Der einzige Kritikpunkt, den einige Rezensenten anbringen, ist, dass James, die wenige Livealben veröffentlicht hat, auf diesem Album nur wenige ihrer Hits präsentiert. Wenn man die frühen Aufnahmen James’ mit dieser vergleicht, ist es überraschend, wie gut die Stimme im Alter noch ist, so die Meinung eines Kritikers.
Begleitet wird sie von der zwölfköpfigen Roots Band, in der ihre beiden Söhne Donto und Sametto die Rhythmussektion bilden. Die Bläser und Gitarren erzeugen einen Sound, mit der lockeren Präzision der klassischen Stax oder Muscle Shoals Studiomusiker.
Das Album wurde 2003 als bestes zeitgenössisches Bluesalbum für den Grammy nominiert. In den Billboard Top Blues Alben belegte es den ersten Platz.

## Titelliste
1. Introduction 0:49
2. Come to Mama Mitchell, Randall 5:13
3. I Just Want to Make Love to You/Born to Be Wild Dixon 5:21
4. I'd Rather Go Blind Foster, Jordan 6:20
5. All the Way Down Lawrence, Mekler, Williamson 6:29
6. At Last Gordon, Warren 4:43
7. You Can Leave Your Hat On Newman 5:33
8. Something's Got a Hold on Me James, Kirkland, Woods 5:09
9. Your Good Thing (Is About to End) Hayes, Porter 7:39
10. Rock Me Baby Josea, King 4:28
11. Love and Happiness/Take Me to the River/My Funny Valentine Green, Hart, Hodges, Rodgers 9:56
12. Sugar on the Floor Matthews 10:59[2]

## Kritikerstimmen
- JazzTimes (7–8/02, S. 126) – "...What you'll hear is an American treasure in top form, performing familiar hits and rock'n'roll faves..." (Was Sie hören werden ist ein amerikanischer Schatz in Topform, die vertraute Hits und Rock and Roll-Lieblingssongs bringt....)[1]
- Living Blues (11/02, S. 45–50) – "...This is Etta - unrepentant and unbowed - at the height of her latter-day powers..." (das ist Etta, reuelos und ungebeugt, auf der Höhe ihres Lebenabends.)[1]
- Mojo (Publisher) (10/02, p.106) – "...As a succinct demonstration of why she's admired beyond the enclaves of genre enthusiasm it makes its point well. James's style is fervent yet cool and unsentimental..." (Als kurz und bündiger Beweis, warum sie, jenseits der Fesseln von Genregrenzen, bewundert wird, trifft das Album den Punkt. James Stil ist feurig, aber trotzdem cool und unsentimental)[1]
- AMG Alex Henderson: Burnin' Down the House is an exciting and powerful document of James at 63. (Burnin´Down the House ist ein aufregendes und kraftvolles Dokument von James im Alter von 63.)[2]